# 2174 Asmodeus
A 2174 Asmodeus (ideiglenes jelöléssel 1975 TA) a Naprendszer kisbolygóövében található aszteroida. Schelte J. Bus és J. Huchra fedezte fel 1975. október 8-án.